# Ephraim Katzir
Ephraim Katzir, född 16 maj 1916 i Kiev i Lillryssland i Kejsardömet Ryssland, med namnet Ephraim Katchalsky, men bytte senare till det hebreiska namnet Katzir, död 30 maj 2009 i Reẖovot i Centrala distriktet, var en israelisk biofysiker och politiker.

## Biografi
Ephraim Katzir var Israels president under en femårsperiod från 1973 till 1978, landets fjärde president.
Han var tidigare chef för det biofysiska Weizmanninstitutet, grundat av Chaim Weizmann, i Reẖovot och verkade bland annat som vetenskaplig rådgivare åt det israeliska försvaret.